# Петдесет нюанса сиво
„Петдесет нюанса сиво“ е еротичен роман от британската авторка Е. Л. Джеймс, първа книга от трилогията „Петдесет нюанса“, която проследява връзката между Анастейжа Стийл и Крисчън Грей. Книгата е бестселър в много страни, продавайки над 100 милиона копия в световен мащаб. Преведена е на над 52 езика и поставя рекорд за най-продавана книга във Великобритания.

## Екранизации
„Юнивърсъл Пикчърс“ и „Фокус Фийчърс“ стоят зад екранната адаптация, чиято премиера се състоя на 11 февруари 2015 г. Едноименният филм е с участието на Дакота Джонсън, Джейми Дорнан и Дженифър Ел. Екранизацията на втория роман от трилогията, „Петдесет нюанса по-тъмно“, се състоя на 10 февруари 2017 г., а на третия, „Петдесет нюанса освободени“, се очаква на 9 февруари 2018 г.